# بیل بایرم
بیل بایرم (انگلیسی: Bill Byrom; ۳۰ مارس ۱۹۱۵ – March 1989) بازیکن فوتبال بود.
از باشگاه‌هایی که در آن بازی کرده‌است می‌توان به باشگاه فوتبال کویینز پارک رنجرز اشاره کرد.